# Marsflagge

Marsflagge der Mars Society

Die Marsflagge oder die Flagge des Mars ist eine Trikolore der Mars Society, die den Planeten Mars repräsentiert.

## Entwurf

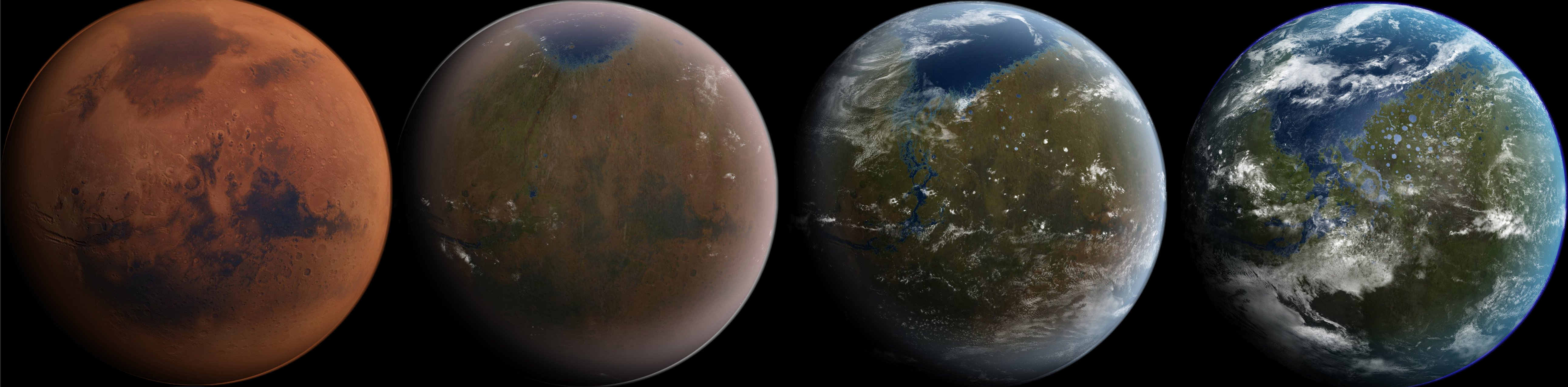
Vision einer Vererdung des Planeten Mars in drei Stufen

Die Flagge besteht aus drei vertikalen Balken in den Farben rot, grün und blau (von links nach rechts).
Die Idee der Flagge ist es, den jetzigen und den potentiell durch Terraforming bewohnbar gemachten Mars symbolisch darzustellen. Der rote Balken steht für den Mars wie er jetzt ist, ein roter Wüstenplanet. Der grüne Balken steht für den Mars während eines hypothetischen zukünftigen Terraformings. Der blaue Balken steht für den Mars nach einem abgeschlossenen Terraforming, als blauer Planet wie die Erde. Erstmals schlugen Pascal Lee und Robert Zubrin eine Marsflagge während einer Expedition auf der kanadischen Insel Devon Island vor. Das Konzept für die Flagge lieferte die Marstrilogie, die berühmteste Arbeit des Science-Fiction-Autors Kim Stanley Robinson. Die Trilogie wurde in die Bände Roter Mars, Grüner Mars und Blauer Mars aufgeteilt. Rot, Grün und Blau sind außerdem die Hauptbestandteile des Lichtspektrums und sollen damit „Einheit in der Vielfalt“ symbolisieren.

## Status
Die Marsflagge ist in allen rechtlichen Hinsichten nicht offiziell, da es keine Regierung oder anderweitige Autorität gibt, die sie verwenden könnte. Dies hat auch mit der Tatsache zu tun, dass durch Artikel 2 des Weltraumvertrages Himmelskörper keinen nationalen Aneignungen unterliegen.

## Gebrauch
Die Flagge ist auf der Mars-Simulationsstation Flashline Mars Arctic Research Station (FMARS) der Mars Society gehisst. Diese Station befindet sich auf Devon Island, wo die Flagge erstmals vorgeschlagen wurde. Außerdem ist die Flagge an verschiedenen Orten auf der Mars Desert Research Station (MDRS) gehisst, einer weiteren Simulationsstation der Mars Society.
Der Astronaut John Mace Grunsfeld trug eine Fahne mit der Marsflagge während der STS-103-Mission des Space Shuttle Discovery mit sich. Damit war die Flaggendarstellung am 20. Dezember 1999 zum ersten Mal im Weltraum.

## Marsflaggen in der Science-Fiction-Literatur
In seinem Science-Fiction-Roman Moving Mars beschrieb der Autor Greg Bear die Flagge der erfundenen Marsföderation. Sie stellt einen roten Mars und seine zwei Monde in einem blauen Feld dar, das durch eine Diagonale vom restlichen, weißen Abschnitt der rechteckigen Flagge abgeschnitten ist.
In Robert A. Heinleins Roman Fremder in einer fremden Welt wird eine improvisierte Marsflagge in aller Eile gestaltet. Dafür wurde ein rotes Marssymbol auf weißem Hintergrund verwendet.
Andere Marsflaggen finden sich bei Mars Attacks, bei The Expanse und in diversen weiteren Geschichten.

Flagge der Marsföderation in Moving Mars
Marsflagge bei Fremder in einer fremden Welt
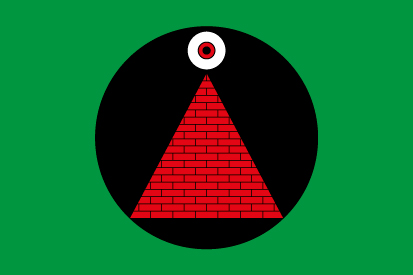
Marsflagge bei Mars Attacks
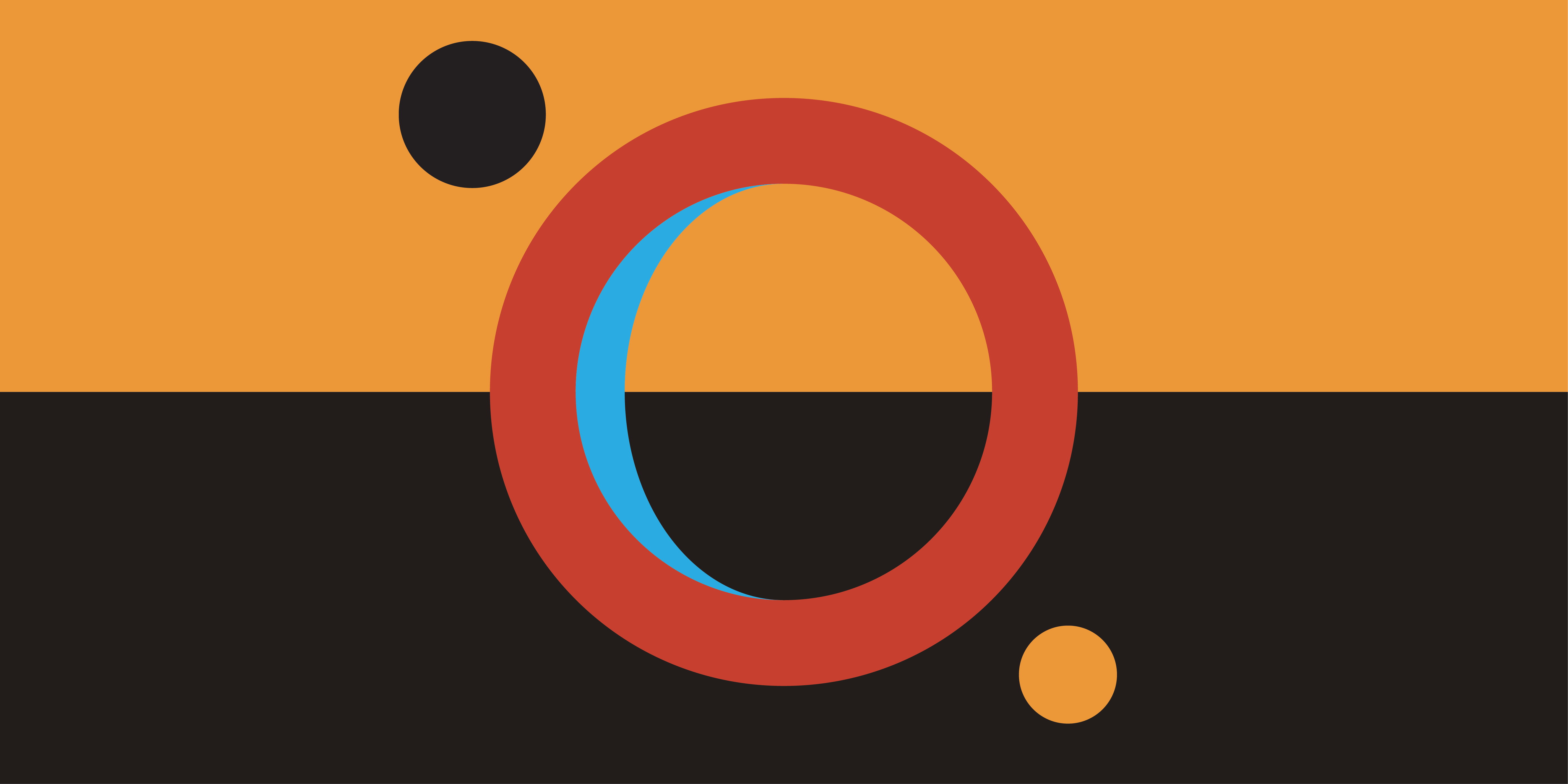
Flagge der Martian Congressional Republic (MCR) in The Expanse